# تنكس دواعم السن
```
يعتبر 
تنكس دواعم السن
 مصطلحاً قديماً تم استخدامه لوصف ما كان يُعتقد ذات يوم بأنه نوع معين من 
أمراض اللثة
 المزمنة الفريدة والمميزة التي تظهر على أنها تغيرات في النبورة التبدية دون حدوث التهاب متزامن. وعلى الرغم من أن هذا المصطلح استخدم لأكثر من 50 عاماً، إلا أنه تم إسقاطه منذ ذلك الحين لصالح تصنيف أكثر معاصرة للأمراض المتعلقة بالأسنان. 
```

وصف جوتليب تنكّس دواعم السن بأنه «ضمور منتشر لعظم الأورلوار»، وقد تم تطبيق مصطلح اللثة فيما بعد وحصل على القبول ككيان للأمراض، ويتم تعريفه على أنه:
```
«دمار تنكسي غير التهابي في اللثة، نشأ في واحد أو أكثر من هياكل اللثة ويتميز بترحيل وتخفيف 
الأسنان
 في وجود أو عدم وجود تكاثف ظهاري ثانوي وتشكيل جيب أو مرض لث ثانوي».
[
1
]
```

لوحظ أنه مرض نادر، وقيل إن اللثة قد كانت ملحوظة في المرضى الصغار. وعلى الرغم من أنه قد  تم تعريفه على أنه «تنكس دواعم السن»، إلا أن جميع الحالات تقريبًا أظهرت درجات متفاوتة من التهاب اللثة. 